# 東條あこ
東條 あこ（とうじょう あこ、1983年12月24日 - ）は、日本のタレントおよび元歌手である。山梨県出身。ヴィクトリーロード所属（N-weedと業務提携）。
以前は南さやか（みなみ さやか）として、J-POPボーカルユニットBeForU（およびBeForU NEXT）、秋桜（コスモス）のメンバーを務めていた。

## 来歴
- 2004年7月、コナミ「BEMANIボーカリスト・オーディション2004」のBeForU追加部門で新生BeForUのメンバーに選ばれる。グループのメンバーとして同年11月にリリースされたマキシシングル『KI・SE・KI』で歌手デビュー。
- 2005年、BeForU新メンバーのみで構成した"BeForU NEXT"のメンバーとして『GuitarFreaks V』&『DrumMania V』に「シナリオ」を発表。同年、コナミの音楽ゲームのためにTatshと平田順子のユニット・platoniXの楽曲「Under the Sky」にボーカル参加、そして姉である東條江身とのユニット・秋桜（コスモス）の活動を開始する。
- 2006年3月、初参加となるBeForUのセカンドアルバムに「Under the Sky」のソロ、「初恋」のフルバージョンを収録。同年11月にBeForUとして、エイベックスよりメジャーデビューした。
- 2007年1月、秋桜（コスモス）がコナミより、ミニアルバム『cosmos』を発売。
- 2008年3月、初のソロミニアルバム『South Wind』を発売。3曲を収録。
- 2008年4月、体調不良を理由に芸能活動引退を表明。
- 2008年6月、最後のライブをもって引退。
- 2009年8月、東條あこに改名し、復帰。同年『Kunoichi.TV』のレギュラーとして出演。
- 2010年12月24日、初のソロ・イメージDVD『あこがれて・・・』（オルスタックピクチャーズ）発売。
- 現在は、キックボクシング団体J-NETWORKの新世代ガールズユニット育成プロジェクト『JKG』（J-NETKICKBOXING GIRLS）のメンバーとして活躍している。

## 秋桜
秋桜（コスモス）は、SAYAとEMIの姉妹によるボーカルユニット。2004年、『pop'n music 12 いろは』に「home.」を発表。SAYAが南さやかであると発表されたのは楽曲発表後しばらくしてからだった。2007年1月26日にはDVD付きミニアルバム『cosmos』を発売（コナミスタイル専売）。芸能界復帰後も秋桜としての活動は特に行われていない。

## ディスコグラフィ
- South Wind （ミニアルバム）
- cosmos （ミニアルバム。秋桜名義）

## 参加CD
BeForUの楽曲はBeForUを参照。
- KI・SE・KI（2004年11月18日発売）
GRADUATION (New Vocal&Mix)
- pop'n music 12 いろは AC ♥ CS pop'n music 10（2005年4月13日発売）
home. / 秋桜 + WORLD SEQUENCE
home. (Long version) / 秋桜 + WORLD SEQUENCE
- beatmaniaIIDX 12 HAPPY SKY Original Soundtrack（2005年10月19日発売）
Under the Sky / 南さやか(BeForU) with platoniX
- beatmaniaIIDX V-RARE SOUND TRACK 12（2005年11月17日発売）
Double∞Loving Heart / Tatsh feat. Junko Hirata & Sayaka Minami
- pop'n music 13 カーニバル AC ♥ CS pop'n music11（2006年2月1日発売）
キボウノタネ / 秋桜
キボウノタネ (Long version) / 秋桜
- BeForU II（2006年2月14日発売）
Under the Sky ～SAYAKA's solo new version～
初恋
- beatmaniaIIDX 13 DistorteD Original Soundtrack（2006年8月11日発売）
Double♥♥Loving Heart / Tatsh feat. Junko Hirata & Sayaka Minami
- V-RARE SOUNDTRACK 15（2006年9月28日発売）
キボウノタネ ～ concerto long version / 秋桜 with private states
- pop'n music 14 FEVER! Original Soundtrack（2006年10月27日発売）
fragments / 秋桜
- Cyber beatnation 1st conclusion（2006年12月24日発売）
Under the Sky (Ryu☆Remix) / 南さやか(BeForU) with platoniX
- Dance Dance Revolution SuperNOVA Original Soundtrack (2007年1月25日発売)
Under the Sky / 南さやか（BeForU） with platoniX
- 6NOTES (2007年3月3日)
always
- pop'n music 15 ADVENTURE Original Soundtrack（2007年9月28日発売）
走り続けて / 秋桜
- BEMANI BEST for the 10th anniversary（2007年12月14日発売）
home. / 秋桜 + WORLD SEQUENCE

## 主な作品
括弧内はタイアップ・初収録となったゲーム名、ゲーム上のアーティスト名義。
南さやか(BeForU) with platoniX名義
- Under the Sky (beatmania IIDX 12 HAPPY SKY)
- Under The Sky (Ryu☆ Remix) (cyber beatnation 1st Conclusion)

Tatsh feat. Junko Hirata & Sayaka Minami
- Double∞Loving Heart (beatmania IIDX 13 DistorteD)

南さやか名義
- Under the Sky 〜SAYAKA's solo new version〜 (BeForU II)
- 初恋 (BeForU II)
- always (6NOTES)

秋桜名義
- home. （pop'n music 12 いろは）
- キボウノタネ （pop'n music 13 カーニバル）
- fragments (pop'n music 14 FEVER!)
- 走り続けて (pop'n music 15 ADVENTURE)
- 粉雪舞う空の下（KONAMI♪MUSICフル配信限定リリース）

## 舞台
- エアースタジオプロデュース公演「ろまんす」（2010年8月3日-8日、アクアスタジオ）
- Whateverworks第1回公演「June Bride」（2011年6月3日-5日、下北沢東演パラータ）
- Whateverworks第3回本公演「MONPE」（2011年9月30日-10月2日、 戸野廣浩司記念劇場）
- エアースタジオプロデュース公演「時計～僕がいる理由～」（2011年12月7日-12日、アクアスタジオ）
- 下北発女の子演劇集団 Angeiil「Angeiil -なchuっ♡-」（2012年9月4日-9日、ウッディシアター中目黒）